# Бугер (місячний кратер)
Кра́тер Буге́р (лат. Bouguer) — невеликий молодий метеоритний кратер у південній частині Моря Холоду на видимому боці Місяця. Назва присвоєна в честь французького фізика і астронома, засновника фотометрії П'єра Бугера (1698—1758) і затверджена Міжнародним астрономічним союзом у 1935 році. Утворення кратера відбулось у коперниківському періоді.

## Опис кратера

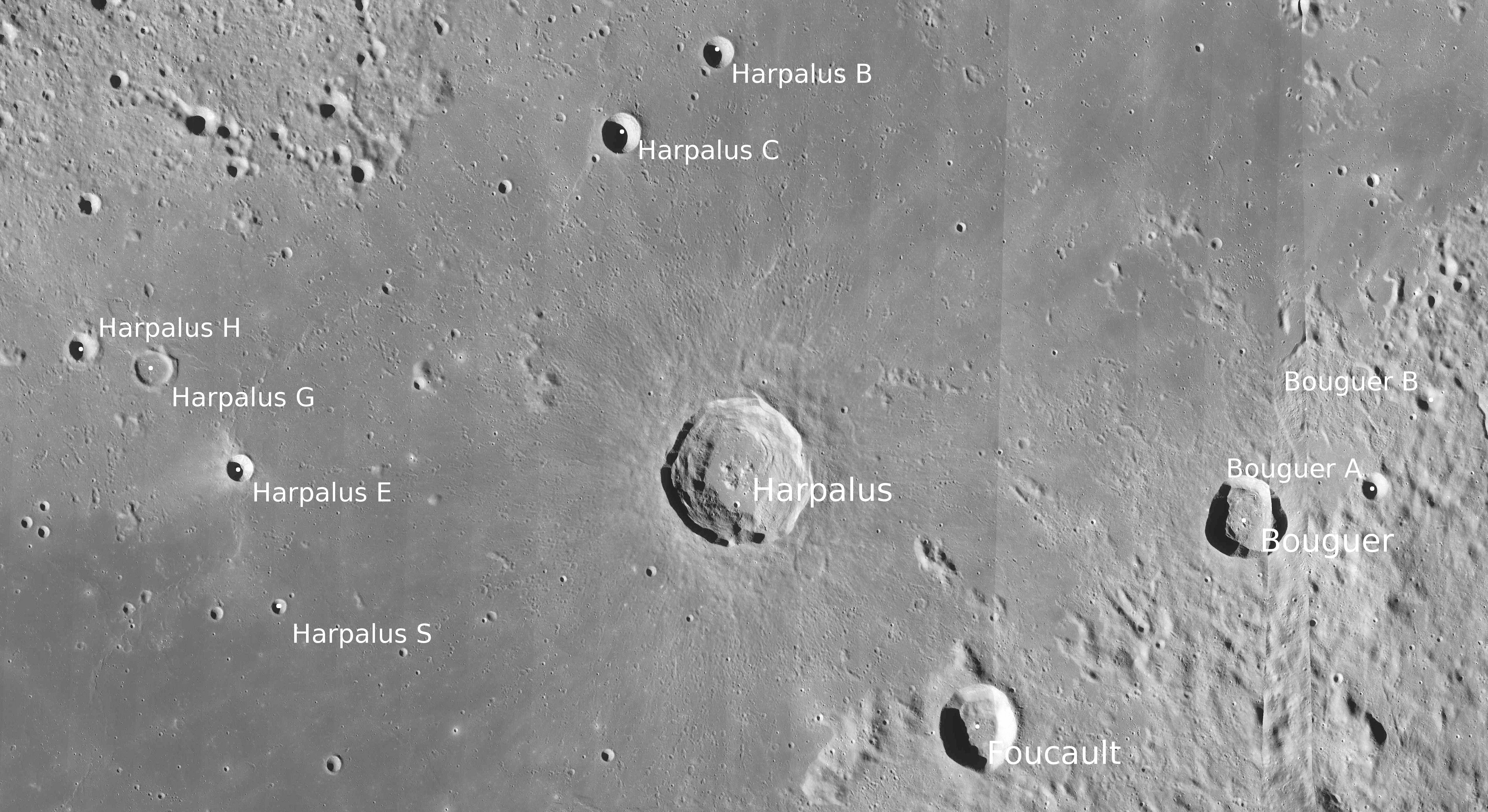
Околиці кратера Бугер. Світлина зонда Lunar Reconnaissance Orbiter

Найближчими сусідами кратера є кратер Гарпал на заході; кратер Ла Кандаміні на сході північному сході; кратер Мопертюї на південному сході; кратер Б’янкіні
на півдні і кратер Фуко на південному заході. На південний схід від кратера знаходяться гори Юра. Селенографічні координати центра кратера 52°19′ пн. ш. 35°49′ зх. д. / 52.32° пн. ш. 35.82° зх. д., діаметр 22,2 км, глибина 3,21 км.
Кратер має полігональну форму з виступами у східній, північній північно-західній та південно-західній частинах. Крайка валу є чітко окресленою. Висота валу над навколишньою місцевістю становить 810 м, об'єм кратера становить приблизно 300 км³. У східній частині внутрішнього схилу видно сліди обвалу. Дно чаші кратера має діаметр на половину менший від діаметра кратера, порівняно рівне і без примітних структур.
Кратер Бугер входить до списку кратерів з яскравою системою променів Асоціації місячної і планетарної астрономії (ALPO).

## Сателітні кратери
| Бугер | Координати                                                | Діаметр, км |
| ----- | --------------------------------------------------------- | ----------- |
| A     | 52°37′ пн. ш. 33°53′ зх. д. / 52.61° пн. ш. 33.89° зх. д. | 7,4         |
| B     | 53°22′ пн. ш. 33°04′ зх. д. / 53.36° пн. ш. 33.07° зх. д. | 8,0         |